# 4738 Jimihendrix
A 4738 Jimihendrix (ideiglenes jelöléssel (4738) 1985 RZ4) a Naprendszer kisbolygóövében található aszteroida. David B. Goldstein fedezte fel 1985. szeptember 15-én.